# Ducati Cruiser
Il Ducati Cruiser 175 è uno scooter, prodotto dalla Ducati tra il 1952 e il 1954. Questo modello è il primo degli unici due scooter, prodotti dalla fabbrica di Borgo Panigale. Il secondo fu il Ducati Brio, prodotto tra il 1963 e il 1967

## Caratteristiche
All'inizio degli anni cinquanta, la Ducati decise di diversificare l'offerta dei propri prodotti avviando lo sviluppo di uno scooter, settore di mercato al quale non aveva ancora avuto accesso. Dopo un cospicuo investimento economico, destinato a introdurre alcune caratteristiche innovative per il settore, il reparto tecnico realizzò il nuovo modello, indicato dall'azienda Cruiser 175.
Presentato alla 29ª edizione Salone del ciclo e Motociclo di Milano, questo scooter fu il primo in Italia a montare un motore a quattro tempi abbinato a cambio automatico e avviamento elettrico.
Il telaio fu disegnato dall'ingegnere italiano Giovanni Florio, mentre il motore fu progettato grazie alla collaborazione tra la Ducati e la Ghia, azienda già nota nel settore automobilistico.
Il motore fu inizialmente progettato per esprimere una potenza di 12 CV (9 kW), tuttavia Ducati decise successivamente di depotenziare il motore a 7,5 CV (6 kW).
Nonostante il progetto fosse innovativo per l'epoca, il Cruiser non ebbe grande successo commerciale a causa dell'elevato prezzo di listino. Nel 1954, la produzione cessò con un migliaio di esemplari venduti.